# Marino Fontana
Marino Fontana (* 14. März 1936 in Caldogno; † 11. Juni 2013 ebenda) war ein italienischer Radrennfahrer.

## Sportliche Laufbahn
Fontana war im Straßenradsport aktiv. Als Amateur siegte er 1955 im Eintagesrennen Trofeo Alcide De Gasperi. 1957 und 1959 wurde er Zweiter im Piccolo Giro di Lombardia.
Von 1960 bis 1966 war er Berufsfahrer. Er gewann den Giro della Toscana 1961 vor Adriano Zamboni. Zweiter wurde er im Gran Premio Ceramisti und im Giro della Romagna 1962 hinter Diego Ronchini und im Giro del Lazio 1964.
Dritter wurde Fontana im Giro di Lombardia 1960, im Giro della Romagna 1963. Den Giro d’Italia bestritt er siebenmal. 1961 wurde er 33., 1963 21., 1965 58. und 1966 33. der Gesamtwertung. 1960, 1962 und 1964 war er ausgeschieden.